# 백악관을 무너뜨린 사나이
《백악관을 무너뜨린 사나이》(영어: Mark Felt: The Man Who Brought Down the White House)는 미국에서 제작된 피터 랜더즈먼 감독의 2017년 전기 정치 스릴러 영화이다. 리엄 니슨 등이 출연하였고, 리들리 스콧 등이 제작에 참여하였다.
연방 수사국(FBI) 요원 마크 펠트가 2006년에 펴낸 자서전에 기반하였다. 2017년 9월 8일 제42회 토론토 국제 영화제에서 전 세계 최초로 상영되었으며, 소니 픽처스 클래식스를 통해 2017년 9월 29일 미국 극장에서 개봉되었다.

## 줄거리
영화는 1972년 4월 11일에서 시작된다. 리처드 닉슨의 백악관 보좌관들은 마크 펠트에게 J. 에드거 후버가 연방 수사국(FBI) 국장 자리에서 물러나도록 요청할 방법을 묻는다. 며칠 후 후버가 사망하고, 팻 그레이가 FBI 국장 대행이 된다. 1972년 6월 전 중앙 정보국(CIA) 및 FBI 요원 몇 명이 민주당 전국 위원회 본부에 도청 장치를 설치하기 위해 워터게이트 호텔에 침입한다.
웨더 지하기구 단원들이 펜타곤을 폭파시키는 사건이 터진다. 리처드 클라인딘스트 법무 장관은 워터게이트 수사가 백악관이나 닉슨 재선 위원회(CREEP)와의 연루점이 밝혀지지 않은 채로 종결되었다고 발표한다. 상원에서 열린 팻 그레이 인사 청문회는 그가 닉슨의 지시로 FBI 수사 파일을 백악관으로 보내 왔음이 밝혀지면서 중단된다.
영화는 또한 곁가지 서사로 마크 펠트가 가출한 히피 딸을 추적하여 한 공동체에서 찾아내는 과정을 다룬다.

## 출연진
- 리엄 니슨
- 다이앤 레인
- 토니 골드윈
- 마이카 먼로
- 케이트 월시
- 조시 루커스
- 마이클 C. 홀
- 마턴 초카시
- 톰 사이즈모어
- 줄리언 모리스
- 웬디 매클렌던커비
- 아이크 배린홀츠
- 브루스 그린우드
- 브라이언 다시 제임스
- 노아 와일리
- 에디 마선

## 기타 제작진
- 배역: 린지 그레이엄, 메리 버뉴
- 미술: 데이비드 크랭크
- 음향 감독: 데이브 맥모일러